# Full Circle (альбом Лоретты Линн)
| Оценки критиков | Оценки критиков |
| Источник        | Оценка          |
| --------------- | --------------- |
| AllMusic        | [ 1 ]           |
| Pitchfork Media | (8.0/10)        |
| Rolling Stone   | [ 3 ]           |
| Spin            | [ 4 ]           |
| FLOOD Magazine  | (7/10)          |

Full Circle — 43-й студийный альбом американской кантри-певицы Лоретты Линн, выпущенный 4 марта 2016 года на лейбле Sony Legacy. Продюсерами выступили дочь 84-летней певицы Пэтси Линн Рассел и Джон Картер Кэш, сын Джонни Кэша.
Альбом был номинирован на премию Грэмми в категории Лучший кантри-альбом.

## История
Запись альбома началась в 2007 году и он стал первым за десятилетие новым студийным альбомом Лоретты Линн. Альбом включает записи, вдохновлённые аппалачскими фолк-песнями из детских лет Лоретты Линн и новые версии старых хитов и включает дуэты, записанные совместно с такими музыкантами как Элвис Костелло и Вилли Нельсон.
Релиз диска состоялся 4 марта 2016 года на лейбле Sony Legacy.
Альбом дебютировал на первом месте кантри-чарта США Top Country Albums (став 40-м диском в top-10) и на девятнадцатом месте американского хит-парада Billboard 200 с тиражом 20,000 копий. К сентябрю 2016 года тираж достиг 65,600 копий в США.
Альбом получил положительные отзывы музыкальных критиков и интернет-изданий: Metacritic, Country Weekly, Pitchfork, Houston Press, Spin.
| Год  | Ассоциация      | Категория            | Результат |
| 2017 | Премия «Грэмми» | Лучший кантри-альбом | Номинация |

## Список композиций
| №   | Название                                      | Автор(ы)                                     | Длительность |
| --- | --------------------------------------------- | -------------------------------------------- | ------------ |
| 1.  | «Whispering Sea Introduction»                 | Loretta Lynn                                 | 0:55         |
| 2.  | «Whispering Sea»                              | Loretta Lynn                                 | 2:16         |
| 3.  | «Secret Love»                                 | Sammy Fain, Paul Francis Webster             | 3:20         |
| 4.  | «Who's Gonna Miss Me?»                        | Loretta Lynn, Lola Jean Dillon               | 2:44         |
| 5.  | «Black Jack David»                            | A. P. Carter                                 | 2:09         |
| 6.  | «Everybody Wants to Go to Heaven»             | Loretta Lynn                                 | 2:53         |
| 7.  | «Always on My Mind»                           | Wayne Carson, Johnny Christopher, Mark James | 3:27         |
| 8.  | «Wine Into Water»                             | T. Graham Brown, Bruce Burch, Ted Hewitt     | 3:21         |
| 9.  | «In the Pines»                                | Unknown                                      | 3:07         |
| 10. | «Band of Gold»                                | Bob Musel, Jack Taylor                       | 2:52         |
| 11. | «Fist City»                                   | Loretta Lynn                                 | 2:16         |
| 12. | «I Never Will Marry»                          | A. P. Carter                                 | 3:37         |
| 13. | «Everything it Takes» (дуэт с Elvis Costello) | Loretta Lynn, Todd Snider                    | 3:01         |
| 14. | «Lay Me Down» (дуэт с Willie Nelson)          | Mark Marchetti                               | 2:50         |

## Позиции в чартах

### Альбом
| Чарт (2016)                              | Высшая позиция |
| ---------------------------------------- | -------------- |
| Австралия Australian Albums (ARIA)       | 54             |
| Бельгия/Фландрия (Ultratop)              | 149            |
| Канада (Canadian Albums Chart)           | 37             |
| Нидерланды (Album Top 100)               | 23             |
| Великобритания (UK Country Albums Chart) | 1              |
| США (Billboard 200)                      | 19             |
| США (Billboard Top Country Albums)       | 4              |